# Ochthoeca
Ochthoeca là một chi chim trong họ Tyrannidae.